# Sherone Simpson
Sherone Simpson, född den 12 augusti 1984, Manchester, Jamaica är en jamaicansk friidrottare som tävlar i kortdistanslöpning.
Simpson deltog vid Olympiska sommarspelen 2004 där hon slutade sexa i finalen på 100 meter på tiden 11,06. Vid samma mästerskap blev hon guldmedaljör i stafetten över 4 x 100 meter. Hon deltog även vid VM 2005 i Helsingfors där hon åter slutade sexa i finalen på 100 meter, denna gång på tiden 11,09. 
Vid Samväldesspelen 2006 blev hon mästare på 200 meter. Hon deltog vidare vid Olympiska sommarspelen 2008 där hon blev silvermedaljör på 100 meter på tiden 10,98 och slutade sexa på 200 meter på tiden 22,36.
Simpson har befunnits dopad efter de jamaicanska tävlingarna som genomfördes i juni 2013.

## Personliga rekord
- 100 meter - 10,82
- 200 meter - 22,00